# لوك هيفن (بنسلفانيا)
لوك هيفن هي مقر مقاطعة كلينتون، في ولاية بنسلفانيا الأمريكية. تقع بالقرب من التقاء نهر ويست برانش سوسكوهانا ‏ وغدير بولد إيغيل ‏، وهي المدينة الرئيسية في مقاطعة كلينتون، وهي بدورها جزء من منطقة ويليامسبورت –لوك هيفن. وصل تعداد السكان عام 2010 إلى 9,772.
تم بناء لوك هيفن على موقع كان مفضلا من قبل شعوب ما قبل كولومبوس، حيث نشأت عام 1833 كمدينة للأخشاب وملاذ لقاطعي الأشجار وطواقم السفن والمسافرين ضمن كل من النهر أو النبع. وفرة الموارد وتوفر وسائل النقل الفعالة أدى إلى تمويل نمو المدينة إلى فترة نهاية القرن التاسع عشر. في القرن العشرين، تم دفع الأقتصاد قدما من خلال مصنع للطائرات الخفيفة، وكلية جامعية، ومصنع للورق، إلى جانب العديد من الشركات الصغيرة. لكن تكرار الفيضانات، خاصة في عام 1972، أدى إلى تدمير الصناعة المحلية وإلى ارتفاع معدل البطالة ضمن فترة الثمانينات.
يوجد في المدينة ثلاثة مواقع مسجلة في السجل الوطني للأماكن التاريخية - موقع ميموريال بارك ‏ ، وهو اكتشاف أثري مهم من فترة ما قبل كولومبوس ؛ هيزي هاوس ‏، و هو متحف من العصر الفيكتوري ؛ ومنطقة وتر ستريت ‏، وهي منطقة تضم مزيجًا من الهندسة المعمارية للقرنين التاسع عشر والعشرين. عام 1995 تم إكمال بناء سد السد لحماية المدينة من الفيضانات. و في الوقت الذي تشكل الصناعة عنصرا مهما في المدينة، إلا أن حوالي ثلث القوى العاملة في لوك هيفن تقع ضمن قطاعات التعليم والرعاية الصحية والخدمات الاجتماعية.

## التاريخ

### ما قبل الأوروبي
وصل المستوطنون الأوائل إلى بنسلفانيا قادمين من آسيا في الفترة بين عام 12000 قبل الميلاد و 8000 قبل الميلاد، وذلك عند تراجع الأنهار الجليدية في العصر الجليدي. تم العثور على رؤوس حربية من هذه الحقبة، والمعروفة باسم العصر الهندي القديم، في معظم أنحاء الولاية. تمتد الاكتشافات الأثرية في موقع ميموريال بارك 36Cn164 بالقرب من التقاء نهر سوسكوهانا ويست برانش بولد أيغيل غريك مغطية مساحة زمنية تقارب 8000 سنة وتمثل جميع فترات ما قبل التاريخ الرئيسية من العصور الوسطى القديمة ‏ إلى فترة ودلاند. الفترات الثقافية التي تعود إلى ما قبل التاريخ تشمل العصر الأثري الأوسط بدءًا من 6500 قبل الميلاد؛ العصر القديم المتأخر والذي بدأ من 3000 قبل الميلاد ؛ عصر زدلاند المبكر والذي ابتداء من 1000 قبل الميلاد؛ فترة ودلاند لوسطى ابتداء من 0 م؛ ووعصر ودلاند المتأخر بدأ من 900 م. حدث أول اتصال مع الأوروبيين في ولاية بنسلفانيا بين 1500 و 1600 م.

### القرن الثامن عشر
في أوائل القرن 18، حكمت كونفدرالية قبلية عرفت باسم " الأمم الستة للإيروكوا"، ومقرها في نيويورك، القبائل الهندية (الأمريكية الأصلية) في ولاية بنسلفانيا، بما في ذلك أولئك الذين عاشوا بالقرب من ما سيصبح لوك هيفن. شملت المستوطنات الهندية في المنطقة ثلاث قرى للمونسي على الجزيرة الكبيرة في فرع نهر سسكويهانا الغربي عند مصب بولد إيغيل جريك. أربع معابرهندية هي مسار الجزيرة العظمى ‏ ، مسار شاموكين العظيم ‏ ، مسار بولد أيغيل، ومسار سينماهونينج، مرت في الجزيرة. أما مسار لوجان (مسار خامس) فقد التقى مسار بولد إيغيل بعد بضعة أميال من المنبع بالقرب من منبع فيشنج كريك ‏. خلال الحرب الفرنسية والهندية (1754-1763)، دمر رجال الميليشيات الاستعمارية في كيتاننينغ إكسبيديشن ‏ ممتلكات المونسي في الجزيرة العظمى وعلى طول الفرع الغربي. بحلول عام 1763، تخلى المونسي عن قراهم الجزرية والقرى الأخرى في المنطقة.

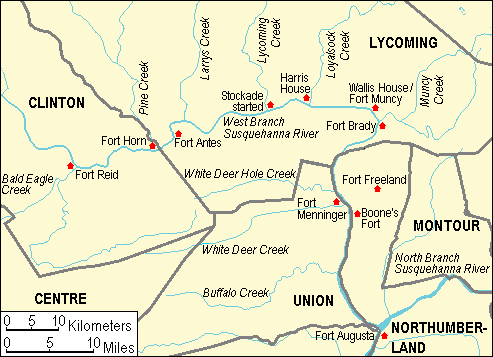
خريطة التحصينات والجداول في شمال وسط ولاية بنسلفانيا خلال فترة الهروب الكبير تظهر حدود المقاطعة الحديثة للتعرف على المنطقة.

مع توقيع معاهدة فورت ستانويكس الأولى ‏ في عام 1768، تمكن البريطانيون من السيطرة على الأراضي الإيروكوا جنوب الفرع الغربي. ومع ذلك، استمر المستوطنون البيض في الاستيلاء على الأراضي، بما في ذلك مناطق ضمن لوك هيفن وبالقرب منها، وهي منطاق غير مشمولة بالمعاهدة. في عام 1769، قام كلاري كامبل، أول مستوطن أبيض في المنطقة، ببناء كابينة خشبية بالقرب من الموقع الحالي {{جامعة لوكهافن في بنسلفانيا، وبحلول عام 1773 قام وليام ريد، وهو مستوطن آخر، ببناء كابينة محاطة بمخزن وسمّاه حصن ريد. كان ذلك الحصن يقع في أقصى غرب 11 حصنًا آخر، معظمهم بدائي، على طول الفرع الغربي؛ كان حصن أوغوستا ‏، الواقع عند التقاء فروع الشرق (أو الشمال) والغرب من نهر سوسكهانا في ما يُعرف الآن بسانبوري، يقع في أقصى الشرق وكان أكثرها قدرة دفاعية. ردًا على غارات المستوطنين، وبتشجيع من البريطانيين خلال الثورة الأمريكية (1775-1783)، هاجم الهنود المستعمرين ومستوطناتهم على طول الفرع الغربي. تم التخلي عن حصن ريد والمستوطنات البيضاء الأخرى في المنطقة مؤقتًا في عام 1778 أثناء عملية إجلاء عامة عرفت باسم "الهروب الكبير" ‏. فر المئات على طول النهر إلى حصن أوغستا، على بعد حوالي 50 ميل (80 كـم) من فورت ريد؛ البعض لم يعود لمدة خمس سنوات. في عام 1784 ، نقلت معاهدة فورت ستانويكس الثانية ‏ ، بين الإيروكوا والولايات المتحدة، معظم الأراضي الهندية المتبقية في ولاية بنسلفانيا، بما في ذلك ما سيصبح لوك هيفن، إلى الولاية. حصلت الولايات المتحدة على آخر منطقة متبقية، مثلث إيري ‏، من خلال معاهدة منفصلة وباعتها إلى ولاية بنسلفانيا في عام 1792.

### القرن التاسع عشر
صممت لوك هيفن كمدينة في عام 1833، وأصبحت مقر المقاطعة في عام 1839، وذلك عندما تم إنشاء مقاطعة كلينتون من أجزاء من مقاطعة مقاطعة ليكومينغ ومقاطعة سنتر. تأسست كبلدة في عام 1840 وكمدينة في عام 1870، ازدهرت لوك هيفن في القرن 19 إلى حد كبير بسبب الخشب والنقل. احتوت غابات مقاطعة كلينتون والمقاطعات المنحدرة على كميات هائلة من الصنوبر الأبيض والشوكران وكذلك البلوط والرماد والقيقب والحور والكرز والزان والماغنوليا. تم استخدام الخشب محليًا لبناء المنازل وقوارب القناة والجسور الخشبية، حيث كان يتم أرسال كامل حصاد جذوع الأشجار عوما إلى خليج تشيسابيك ومن ثم إلى بالتيمور، وذلك لصنع قطع غيار للسفن. كانت قيادة الأخشاب والتجديف بالأشجار، هي طرق نقل جذوع الأشجار إلى مصانع الأخشاب، على طول الفرع الغربي في حوالي عام 1800. وبحلول عام 1830، وقبل تأسيس المدينة بقليل، أصبحت صناعة الأخشاب صناعة راسخة بسبب وفرة الخشب.

## وصلات خارجية
- City of Lock Haven
- The US50 - Cities and Towns in Pennsylvania State